# Святий Георг (крейсер)
Панцерний крейсер «Святий Георг» (нім. SMS St. Georg) входив до Військово-морських сил Австро-Угорщини.

## Історія
На початку ХХ ст. в Італії збудували три панцерні крейсери класу Варезе (нім. Varese-Klasse), що змусило Рейстаги Угорщини і Австрії виділити кошти на будівництво третього панцерного крейсера класу «Кайзер Карл VI», який заклали 1901 у Морській верфі Пули. Він став останнім і найсучаснішим панцерним крейсером Австро-Угорщини.
Крейсер брав участь у блокаді Леванту (1905), блокаді узбережжя Чорногорії (1913), відвіданні урочистостей в США (1907).
В час війни крейсер використовували для обстрілу узбережжя Італії (1915–1916), підтримки сухопутних військ (травень 1917). З березня 1918 крейсер використовували як штабний блокшив, базою підводних човнів у Тіваті.
Після завершення війни крейсер передали Британії, яка продала його італійській фірмі для порізки на металобрухт.

## Посилання

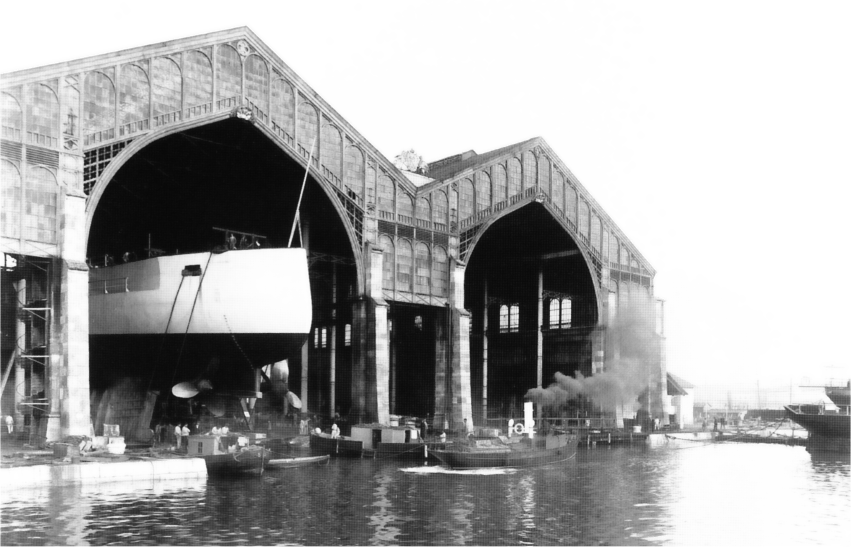
Крейсер на верфі

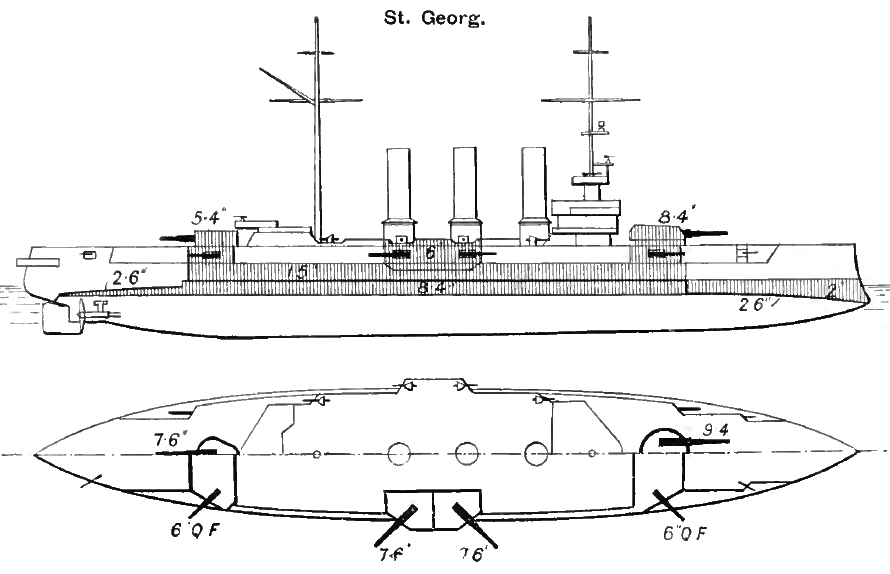
Схема озброєння і захисту